# Caloplaca variabilis
Caloplaca variabilis är en lavart som först beskrevs av Christiaan Hendrik Persoon, och fick sitt nu gällande namn av Johannes Müller Argoviensis. Caloplaca variabilis ingår i släktet orangelavar och familjen Teloschistaceae.  Arten är reproducerande i Sverige. Inga underarter finns listade i Catalogue of Life.